# Super Bowl LVI
Super Bowl LVI je bio završna utakmica 102. po redu sezone nacionalne lige američkog nogometa. U njoj su se sastali pobjednici AFC konferencije Cincinnati Bengalsi i pobjednici NFC konferencije Los Angeles Ramsi. Pobijedili su Ramsi rezultatom 23:20, te tako osvojili svoj drugi naslov prvaka, prvi od preseljenja u Los Angeles.
Super Bowl je po prvi puta odigran na novom SoFi Stadiumu u Inglewoodu u Kaliforniji (okrug Los Angeles).

## Tijek utakmice
| Četvrtina | Vrijeme | Momčad | Informacija o promjeni rezultata                                                    | Rezultat | Rezultat |
| Četvrtina | Vrijeme | Momčad | Informacija o promjeni rezultata                                                    | Bengals  | Rams     |
| --------- | ------- | ------ | ----------------------------------------------------------------------------------- | -------- | -------- |
| 1         | 6:22    | LAR    | touchdown dodavanjem (Stafford-Beckham), uspješan pokušaj za dodatni poen (Gay)     | 0        | 7        |
| 1         | 0:28    | CIN    | field goal (McPherson)                                                              | 3        | 7        |
| 2         | 12:51   | LAR    | touchdown dodavanjem (Stafford-Kupp), neuspješan pokušaj za dva dodatna poena       | 3        | 13       |
| 2         | 5:47    | CIN    | touchdown dodavanjem (Mixon-Higgins), uspješan pokušaj za dodatni poen (McPherson)  | 10       | 13       |
| 2         | 14:48   | CIN    | touchdown dodavanjem (Burrow-Higgins), uspješan pokušaj za dodatni poen (McPherson) | 17       | 13       |
| 3         | 10:15   | CIN    | field goal (McPherson)                                                              | 20       | 13       |
| 3         | 5:58    | LAR    | field goal (Gay)                                                                    | 20       | 16       |
| 4         | 1:25    | LAR    | touchdown dodavanjem (Stafford-Kupp), uspješan pokušaj za dodatni poen (Gay)        | 20       | 23       |

## Statistika utakmice

### Statistika po momčadima
| Statistika                                                      | Cincinnati Bengals | Los Angeles Rams |
| --------------------------------------------------------------- | ------------------ | ---------------- |
| Prvih pokušaja                                                  | 15                 | 18               |
| Ukupno osvojenih jardi                                          | 305                | 313              |
| Broj napada probijanjem                                         | 20                 | 23               |
| Ukupno jardi osvojenih probijanjem                              | 79                 | 43               |
| Broj napada s kompletiranim dodavanjem/ukupno napada dodavanjem | 23/34              | 26/41            |
| Ukupno jardi osvojenih dodavanjem                               | 226                | 270              |
| Izgubljenih lopti                                               | 0                  | 2                |
| Prekršaji (izgubljenih jardi)                                   | 4 (31)             | 2 (10)           |
| Vrijeme posjeda lopte (min:s)                                   | 29:13              | 30:47            |

### Statistika po igračima
| Quarterback            | Dodavanja* | Yds** | TD*** | Int**** |
| ---------------------- | ---------- | ----- | ----- | ------- |
| Joe Burrow (CIN)       | 22/33      | 263   | 1     | 0       |
| Matthew Stafford (LAR) | 26/40      | 283   | 3     | 2       |

#### Najviše jardi probijanja
| Igrač           | Pokušaja* | Yds** | TD*** |
| --------------- | --------- | ----- | ----- |
| Joe Mixon (CIN) | 15        | 72    | 0     |
| Cam Akers (LAR) | 13        | 21    | 0     |

#### Najviše uhvaćenih jardi dodavanja
| Igrač             | Dodavanja* | Yds** | TD*** |
| ----------------- | ---------- | ----- | ----- |
| Tee Higgins (CIN) | 4/7        | 100   | 2     |
| Cooper Kupp (LAR) | 8/10       | 92    | 2     |

Napomena: * - broj kompletiranih dodavanja/ukupno dodavanja, ** - ukupno jardi dodavanja, *** - broj touchdownova (polaganja), **** - broj izgubljenih lopti